# Prati alpini e tundra dell'Altai
I prati alpini e tundra dell'Altai sono una ecoregione terrestre della ecozona paleartica appartenente al bioma delle Praterie e boscaglie montane (codice ecoregione: PA1001) che si sviluppa per circa 90.200 km² nell'Asia centrale, al confine fra Russia, Mongolia. Kazakistan e Cina.
L'ecoregione fa parte dell'ecoregione globale denominata Foreste montane dei Monti Altai-Saiani, inclusa nella lista Global 200.
Lo stato di conservazione è considerato vulnerabile.

## Territorio
La regione si sviluppa in un'area lunga circa 900 km, che a partire dai Grandi Altai al confine fra Russia e Kazakistan a nord-ovest, si allunga verso sud-est attraversando gli Altai della Mongolia fino agli Altai del Gobi. La regione interessa le quote che sono al di sopra della linea degli alberi, che in questa zona è sui 2.400 metri, comprendendo anche quelle aree sottostanti che supportano la vegetazione del prato alpino.
La regione è delimitata a nord e ad ovest dai Monti Saiani e dalle steppe della Siberia occidentale, mentre a sud e ad est, dalle gamme della Mongolia occidentale e le montagne più basse che definiscono il bordo occidentale del bacino della Zungaria.
L'area ha estati temperate, ma inverni sono molto freddi. Qui sono state registrate temperature minime di -62 °C. Gli Altai ricevono più precipitazioni rispetto alle altre catene montuose dell'Asia Centrale. I totali annuali vanno da 250 mm alle altezze più basse fino a 500 mm a 3.000 m, e poiché il clima è freddo, i tassi di evaporazione sono anche inferiori a quelli dei deserti a sud.

## Flora
Questa vasta regione di altopiano, caratterizzata da temperature rigide e da una breve stagione di crescita, consente lo sviluppo a prati alpini e tundra, un tipo di vegetazione che costituisce una componente primaria del paesaggio degli Altai. Le praterie di alta quota si estendono per centinaia di chilometri quadrati con muschi e licheni come componenti principali della copertura del terreno. Al di sotto dei 2400 m, foreste di conifere subalpine ricoprono una vasta area. Qui le specie di alberi dominanti sono il larice siberiano (Larix sibirica) e l'abete siberiano (Abies sibirica). Boschetti di questi alberi fanno parte di un paesaggio a mosaico che comprende anche prati con specie alpine. Di conseguenza, lungo i margini inferiori, il confine tra le ecoregioni dei prati alpini e tundra dell'Altai e delle foreste e steppe montane degli Altai tende a sfumare.
Gran parte della copertura della tundra degli Altai è costituita da muschi e funghi, nonché da un piccolo numero di piante vascolari ben adattate a questo ambiente estremo. Nelle zone libere dai ghiacci al di sopra dei 3500 m prevalgono le piante cusciniformi. A quote leggermente inferiori crescono prati alpini dominati, nelle più umide zone nord-occidentali, dalla betulla nana (Betula divaricata) e, nelle più aride zone sud-orientali, da prati di Kobresia e Carex. Al contrario, nei prati alpini intervallati tra zone di foresta di conifere prevalgono erbe come Stipa, Festuca e Poa e colorati fiori di Viola, Silene e Aquilegia. In alcune aree si trovano anche boschetti di Rhododendron.

## Fauna

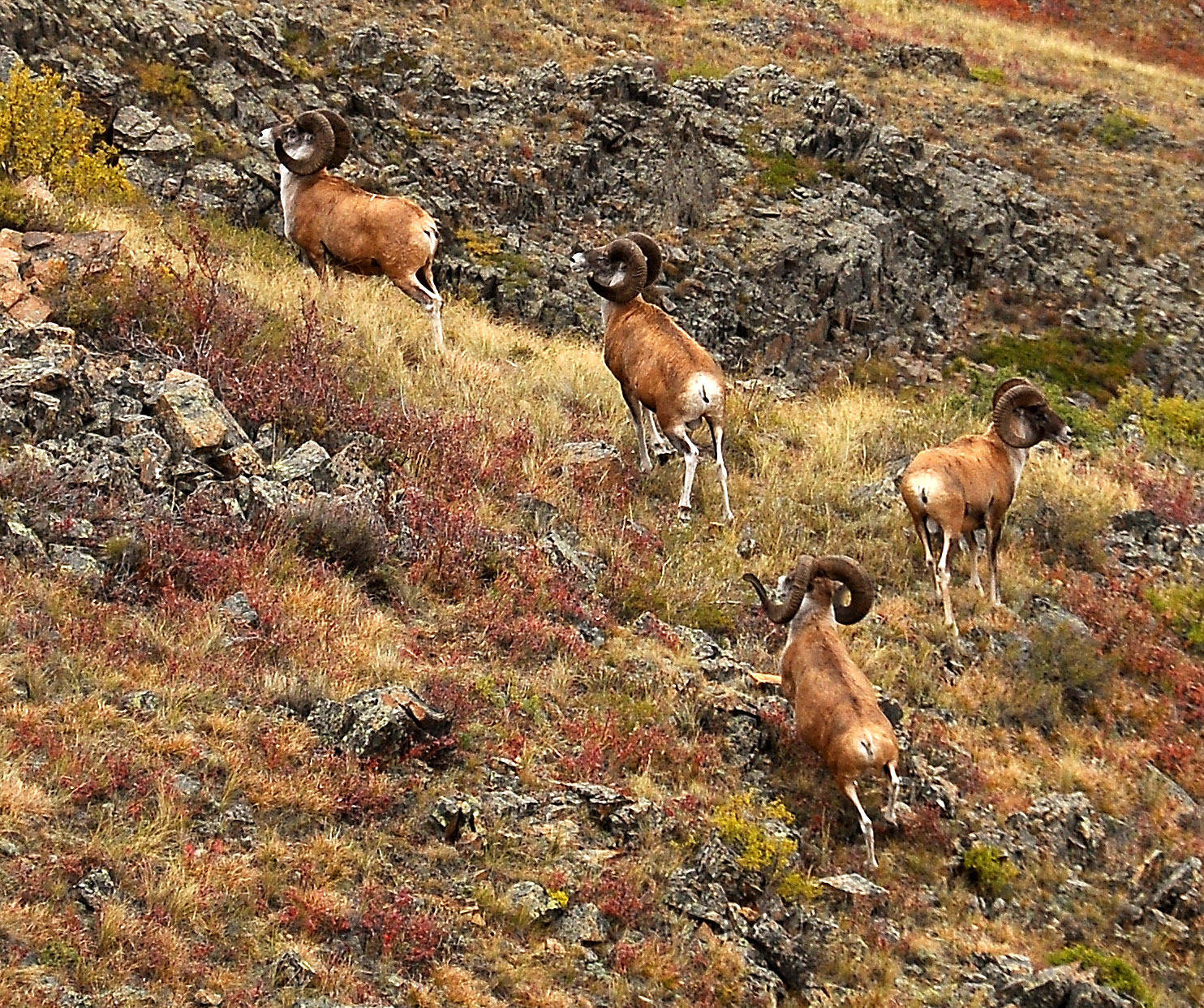
Esemplari di argali (Ovis ammon)

In Russia, la popolazione degli Altai di leopardo delle nevi (Panthera uncia), minacciato di estinzione, è una delle più numerose tra quelle stanziate sulle montagne della Siberia sud-occidentale. Altri mammiferi «carismatici» diffusi nella regione sono la lince (Lynx lynx) e il mosco (Moschus moschiferus): entrambi popolano la foresta di conifere, ma possono avventurarsi anche in habitat alpini cespugliosi o rocciosi. Dal momento che gli Altai formano un'importante barriera biogeografica, i loro versanti settentrionali ospitano alcune specie di mammiferi proprie delle regioni circumpolari, come la renna (Rangifer tarandus). Piccoli mammiferi caratteristici di ambienti alpini sono il pika alpino (Ochotona alpina), il citello dalla coda lunga (Urocitellus undulatus) e il tamia siberiano (Eutamias sibiricus).
Tredici specie di uccelli e quattro di mammiferi qui presenti sono inserite nella Lista Rossa delle Specie in Estinzione della Russia. Tra queste ricordiamo l'aquila reale (Aquila chrysaetos), l'aquila imperiale (Aquila heliaca, minacciata su scala globale), il falco pellegrino (Falco peregrinus), il falco sacro (F. cherrug, minacciato su scala globale), il cavaliere d'Italia (Himantopus himantopus), il leopardo delle nevi (minacciato su scala globale), il gatto di Pallas (Otocolobus manul), la gazzella della Mongolia (Procapra gutturosa), il gabbiano relitto (Ichthyaetus relictus, minacciato su scala globale), l'argali (Ovis ammon) e lo zokor siberiano (Myospalax myospalax).
Un unico mammifero, una specie di topo delle betulle, Sicista pseudonapaea, è endemico dell'ecoregione. Esso abita foreste, prati subalpini e steppe.

## Conservazione
Lo stato di conservazione della regione è considerato vulnerabile. Gran parte dell'ecoregione, in particolare nel lato settentrionale (Russia), rimane piuttosto incontaminata e l'accesso a tutta la regione montana rimane difficile. La sua posizione sul confine di quattro paesi probabilmente ha l'effetto di rallentare il ritmo dello sviluppo, garantendo in parte una relativa incontaminazione. I maggiori pericoli vengono da un aumento dello sftuttamento dei pascoli e dalla caccia che, come risposta alla depredazione del bestiame, rischia di minacciare alcuni specie di mammiferi predatori.
Nella regione vi sono alcune importanti aree protette. Fra queste: 
- Riserva naturale di Katun, nei Grandi Altai, in Russia[3];
- Riserva naturale di Markakol, intorno al lago omonimo, in Kazakistan[4].